# Broomhaugh and Riding
Broomhaugh and Riding – civil parish w Anglii, w hrabstwie Northumberland. W 2011 civil parish liczyła 966 mieszkańców. W obszar civil parish wchodzą także Broomhaugh, Riding, Lee, Merchingley i Shilford.